# Евлогий (Курилас)
Митрополи́т Евло́гий (греч. Μητροπολίτης Ευλόγιος, алб. Mitropolit Evllogji, в миру Или́ас Курила́с, греч. Ηλίας Κουριλάς или по албански Курила, алб. Kurilla, по афонскому обычаю по месту пострига принял фамилию Лаврио́тис, греч. Λαυριώτης; 1880, Зичишта, Османская империя — 21 апреля 1961, деревня Стратоники, ном Халкидики) — епископ Албанской православной церкви, митрополит Корчинский, Поградецкий, Колонийский, Девольский и Воскопойский в период между 1937 и 1939 годами. Профессор философии и истории, а также писатель религиозных, исторических и философских трудов.

## Биография

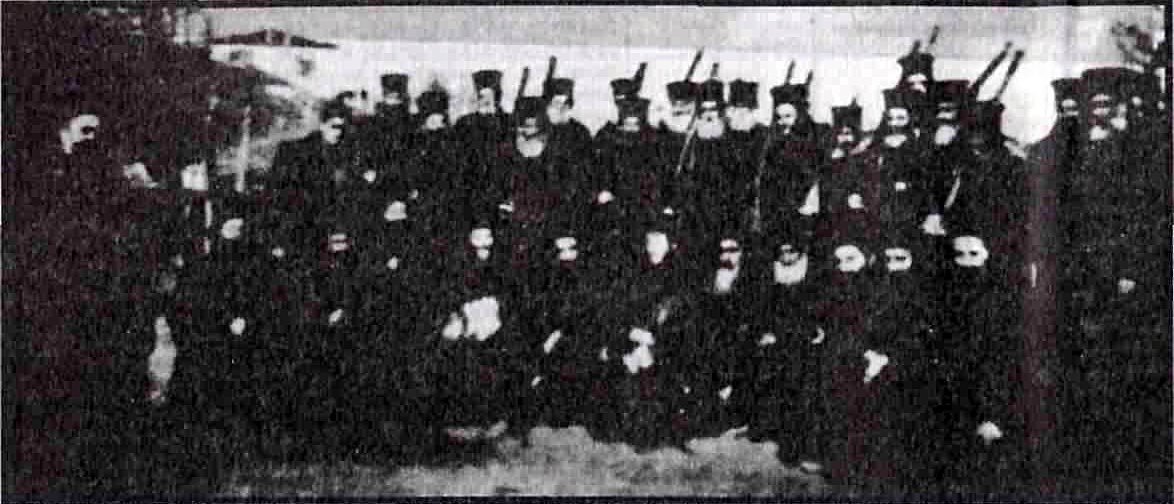
Отряд вооружённых священников и монахов в период Балканских войн.

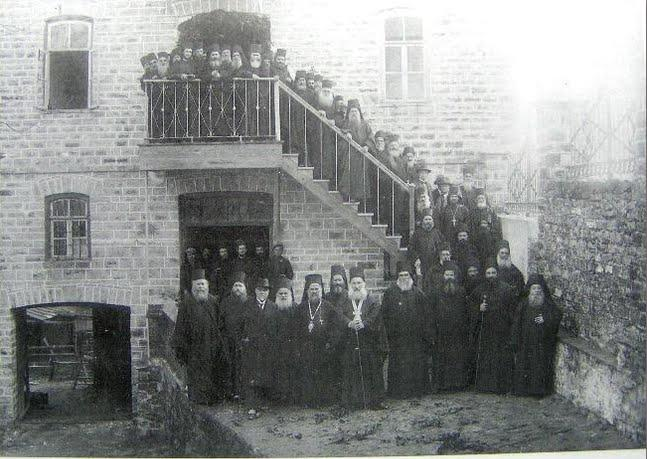
Церемония начала учебного года 1930—1931 Академии Афона. На видном месте протоепистат Святой Горы Евлогий Курилас, на церемонии присутствует временный митрополит Корчи и профессор византинистики И. Пападопулос.

Родился в селе Зичишта (Ziçisht) епархии Девол казы Корча Османской империи в 1880 году. Село ныне находится на территории Албании, в 10 км от греческой границы. Имел влашское происхождение из Мосхополиса (ныне Воскопоя).. По словам самого Евлогия, корни его семьи восходят к селению в горах Горила, которые его предки покинули в начале XIX века и обосновались в регионе Корчи, где основали село Курила.
С малого возраста Евлогий высказал желание стать монахом в монастырской общине Святой горы. В молодом возрасте он был пострижен в монахи в Монастыре Филофея, а затем стал монахом в монастыре Великая Лавра.
Евлогй окончил Афонскую академию в 1901 году и продолжил учёбу в Великой школе нации в Константинополе, после чего получил диплом теологии Афинского университета.
Затем продолжил учёбу на философском факультете Афинского университета, где получил звание магистра философии и доктора гуманитарных науках. Продолжил учёбу в Германии
Евлогий Курилас принял участие в Борьбе за Македонию
В 1908 году, путешествуя по Македонии, расширил греческую революционную деятельность на Корчинскую епархию. В 1910 году был послан греческим Македонским комитетом в Египет для сбора средств.
Во время Балканских войн возглавлял отряд в 100 бойцов, среди которых было много священников, который сражался вместе с греческой армией в регионе полуострова Халкидики
С 1915 по 1923 год работал учителем в гимназии в Афинах.
С 1930 по 1931 годы с титулом протоэпистатиса вновь служил на Афоне, где принял участие в возобновлении деятельности Афонской академии.
С 1935 до 1937 года он преподавал на философского факультете Аристотелева университета в столице Македонии, городе Фессалоники.

### В Албанской православной церкви
После соглашения с албанскими властями, Синод Константинопольского Патриархат избрал нескольких образованных и способных священников с тем чтобы направить в Албанскую православную церковь, которая была дарована каноническая автокефалия. На незамещённую Аргирокастринскую кафедру был избран Пантелеимон Котокос, а на Корчинскую — Евлогий Курилас.
2 апреля 1937 года митрополитом Христопольским Мелетием (Лукакисом) был рукоположён в сан диакона, а 3 апреля — в сан священника. 11 апреля 1937 года в Патриаршем храме святого Георгия на Фанаре был рукоположён во епископа Корчинского. Хиротонию совершили: митрополит Христопольский Мелетий (Лукакис), митрополит Лаодикейский Дорофей (Георгиадис) и митрополит Энский Герман (Гарофалидис).
С началом итальянской оккупации Албании в 1939 году, был удалён со своей кафедры. Последовали итальянское вторжение в Грецию в 1940 году, победы греческой армии над итальянцами, перенёсшей военные действия на территорию Албании. Корча была освобождена греческой армией 22 ноября 1940 года.
Не располагаем информацией если Евлогий успел вернуться на свою кафедру. Продолжающиеся греческие победы вынудили Гитлеровскую Германию вмешаться и прийти на помощь своим итальянским союзникам в апреле 1941 года.

### На покое
В период наступившей тройной, германо-итало-болгарской, оккупации Греции Евлогий находился в Афинах.
С 1942 по 1949 год он преподавал на философском факультете Афинского университета.
Афины были освобождены в октябре 1944 года городскими отрядами Народно-освободительной армии Греции (ЭЛАС).
В декабре последовали бои отрядов ЭЛАС против британских войск и их греческих союзников. В ответ на аресты, произведённые англичанами, отряды ЭЛАС также произвели аресты лиц симпатизирующих англичанам или правой политической ориентации, и уходя из города забрали их в качестве заложников. Митрополит Евлогий был одним из заложников, которых партизаны ЭЛАС увели из Афин в Фивы. Эти события он описал в своей книге «Декабрьская трагедия заложников».
Тем временем в Албании в 1945 году был установлен коммунистический режим Энвера Ходжи. Митрополит Евлогий был объявлен врагом государства и был лишён албанского гражданства.
С этого момента он жил постоянно в Греции, и, параллельно со своими академическими обязанностями, вместе с митрополитом Аргирокастрсинским Пантелеймоном, стал одним из руководителей Центрального Комитета Борьбы за Северный Эпир, который поставил своей целью воссоединение Северного Эпира с Грецией.
Скончался 21 апреля 1961 года в деревне Стратоники полуострова Халкидики

## Память
Епископ подарил 10.000 томов из своей библиотеки университету города Яннина. Муниципалитет Яннин назвал в его честь улицу города.

## Работы[27]
Евлогий Курилас написал значительное число книг исторического, философского и церковного содержания. Среди них:

### Личные работы
- Корча, издательство Македонский дневник (Κορυτσά, εκδ. Μακεδονικό Ημερολόγιο, 1909[28])
- Тоскские пословицы (Τοσκικαί παροιμίαι, εκδ. Λαογραφία, 1909, 650—652[29])
- Афонцы, история аскетизма в веках (Αθωνίται: ιστορία του ασκητισμού μετά εικόνων, εκδ. αδελφοί Ακουαρόνη, 1929[30])
- Каталог кодексов хижины Иосафеев и десяти хижин Священного скита Кавсокаливес (Κατάλογος των Κωδικών της καλύβης Ιωσαφαίων και δέκα καλυβών της Ιεράς Σκήτης Καυσοκαλυβίων, Σειρά Αγιορείτικη Βιβλιοθήκη, εκδ. Librairie ancienne Honoré Champion, 1930, σσ. 251[30])
- Монахология, о общине Афона (Μοναχολογία, περί τω Άθω κοινοβίου, εκδ. Φοίνικος, 1931, σσ. 19[30])
- Феоклит (Полиидис) и его альбом (1731—1733) в Германии (Θεόκλητος ο Πολυειδής και το λεύκωμα (1731—1733) αυτού εν Γερμανία (εξ ανεκδότου κωδικός): Ο φιλελληνισμός των Γερμανών, εκδ. Ι. Λ. Αλευρόπουλου, 1932, σσ. 317[30])
- Албанские исследования — перевод Ветхого завета на албанский (Αλβανικαί Μελέται: η μετάφραση της Κ. Διαθήκης εις το Αλβανικού η τε Γρηγ. Αργυροκαστρίτου & η του Κων. Χριστοφορίδου εξεταζόμεναι από γλωσσικές…», Μεταφρ. Γρηγόριος Αργυροκαστρίτης και Κωνσταντίνος Χριστοφορίδης, εκδ. Μ. Τριαντάφυλλος, 1933, σσ. 208[30]
- Мосхополис и её новая академия (Η Μοσχόπολη και η νέα ακαδημία αυτής: οι κατάλογοι των Κουτσόβλαχων και η ενγραμμάτισης της γλώσσης αυτών, s.n., 1934, σσ. 361[30])
- Григорий Аргирокастрит (Γρηγόριος ο Αργυροκαστρίτης: ο μεταφραστής της Καινής Διαθήκης εις το Αλβανικόν: ήτοι αι βάσεις της αλβανικής φιλολογίας και γλώσσης η Ακαδημία της Μοσχοπόλεως, εκδ. Φοίνικος, 1935, σσ. 261[30])
- Диоскурийские исследования (Διοσκορείοι Μελέται και ο Λαυριωτικός Διοσκορίδης, Ι. Λ. Αλευρόπουλου, 1935, σσ. 121[30])
- Университетские — государство правды (Πανεπιστημιακά: Το κράτος της αλήθειας, εκδ. Ι. Λ. Αλευρόπουλου, 1944, σσ. 320[30])
- Эпиротские — иеромонах Паисий (Ηπειρωτικά Ανάλεκτα: Α΄. Παΐσιος ιερομόναχος ο μικρός — Β΄. Αναστάσιος ιερεύς Παπαβασιλόπουλος: Σελίδες της ιστορίας των γραμμάτων και του πολιτισμού εν Ηπείρω, εκδ. Ηπειρωτική Εστία, Ιωάννινα, 1956, σσ. 144[31])

#### Многократные издания
- Биографический каталог митрополитов Гераклеи (Βιογραφικός κατάλογος Μητροπολιτών Ηράκλειας, Σειρά Θρακικά Τόμος 28ος (Αθήνα 1928), εκδ. Γραφεία Θρακικού Κέντρου, 1958, σσ. 288[30])
- Виноградники Афона (Οι αμπελώνες του Άθω: απόσπασμα από το έργο «Άθως, φως εν σκότει, Αθήναι, 1935», εκδ. Μυλοπόταμος, 2001, σσ. 149)
- Декабрьская трагедия заложников (Δεκεμβριανή τραγωδία των ομήρων: Η έκτη των «επιλέκτων φάλαγξ» και η των Κρορών πορεία του θανάτου, έκδ. Α', εκδ. Ελεύθερη Σκέψις, Αθήνα 2003, σσ. 447, ISBN 960-8352-21-5[32])

### Коллективные и академические работы
- Ευλόγιος Κορίλας, Σωφρόνιος Ευστρατιάδης, Κατάλογος των Κωδικών της Ιεράς Σκήτης Καυσοκαλυβιών και των καλυβών αυτής, Σειρά Αγιορείτικη Βιβλιοθήκη, Τόμος Ε', εκδ. Librairie ancienne Honoré Champion, 1930, σσ. 149[30]
- Ιστορική βιβλιογραφία: τα φυτικά και αι συνάψεις εν Ελλάδι επιστήμαι επ' αρχής μέχρι του παρόντος ήτοι, φαρμακολογία, ιατρική, διαιτητική, αλχημεία, ερμετική, μαγεία, αστρολογία, λιθολογία, μεταλλευτική, χρωματολογία, αρωματική κ.τ.τ, Υπηρεσία Γεωργικών και Οικονομικών Μελετών, [Τόμος Α'], εκδ. εκ του Εθνικού Τυπογραφείου, Αθήναι, 1938[30]
- Ιστορική βιβλιογραφία (1900—1941): τα φυτικά και αι συνάψεις εν Ελλάδι επιστήμαι επ' αρχής μέχρι του παρόντος ήτοι, φαρμακολογία, ιατρική, διαιτητική, αλχημεία, ερμετική, μαγεία, αστρολογία, λιθολογία, μεταλλευτική, χρωματολογία, αρωματική κ.τ.τ, Υπηρεσία Γεωργικών και Οικονομικών Μελετών, Τόμος Β': Ιστορική βιβλιογραφία των φυσικών επιστημών, εκδ. εκ του Εθνικού Τυπογραφείου, Αθήναι, 1941[30][33]

### Другие публикации
- Феоклит (Полиидис) и его альбом (1731—1733) в Германии (Θεόκλητος ο Πολυείδης και το Λεύκωμα αυτού εν Γερμανία, εξ ανεκδότου κώδικος, Ο Φιλελληνισμός των Γερμανών, Περιοδ. Θρακικά, Θρακικό Κέντρο, Αθήνα 1933, σσ. 129—199[34])
- Библиография Эпира и Албании (Βιβλιογραφία Ηπείρου και Αλβανίας, περιοδ. Ηπειρωτικά Χρονικά, τχ. 3ο, σσ. 50-102, 1928[35])